# Bouillon de côtes

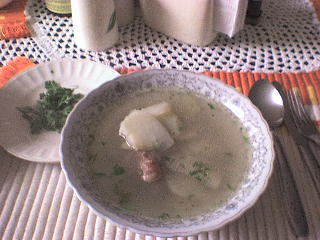
Bouillon de côtes

Le bouillon de côtes (caldo de costilla en espagnol) est un plat typique colombien de la région des Andes. Il se prépare  principalement avec des côtes de bœuf que l’on fait bouillir dans de l’eau avec des pommes de terre coupées en rondelles, de l’ail, des oignons et de la coriandre hachée. 
Le bouillon de côtes se mange principalement au petit déjeuner, parfois accompagné d'arepas, de chocolat et de pain.
Il se consomme également pour soigner la gueule de bois. Beaucoup de restaurants implantés dans les quartiers animés restent ouvert jusqu'à l’aube pour permettre aux fêtards de venir manger le bouillon de côtes.